# AB Bay 64
Bei den bayerischen AB Bay 64 bzw. B Bay 64 handelt es sich um zweiachsige Abteilwagen für den Einsatz in Personenzügen nach den Blättern 48 bzw. 96 aus dem Wagenstandsverzeichnis (WV) für die Königlich Bayerischen Staatseisenbahnen vom 31. März 1913 (weitere Angaben siehe untenstehende Liste), welche ursprünglich von den Königlich privilegierten Bayerischen Ostbahnen (B.O.B.) beschafft wurden.

## Geschichte
Für die Personenbeförderung auf den von ihr betriebenen Linien beschaffte die B.O.B. in den Jahren zwischen 1856 (erstes Geschäftsjahr) und 1875 (letztes Geschäftsjahr und Übernahme durch die K.B.E.) ca. 100 Wagen der Gattung A.B. Von diesen wurden 1876 noch insgesamt 91 Stück von der K.B.Sts.B übernommen und in ihren Wagenpark ebenfalls als Gattung AB eingereiht.

## Beschaffung
Als zweite Serie von Personenwagen der Gattung AB wurden in den Jahren 1864 und 1865 insgesamt fünfzehn ungebremste Wagen beschafft. Der Stückpreis der Wagen lag bei 4.385 Mark, Lieferant war die Fa. Eisengießerei Klett & Comp.

## Verbleib
Im amtlichen Bestandsverzeichnis der K.B.Sts.B. von 1897 fehlte bereits ein Wagen (#426) und im Verzeichnis von 1913 waren nur noch zwei Wagen (#425 und 432) als Gattung A.B. verzeichnet unter der Blatt-Nr. 48. Für weitere neun Wagen erfolgte der Umbau zu Wagen der Gattung B unter Beibehaltung der Aufteilung. Auf Grund des Alters der Wagen und weil im amtlichen Verzeichnis der Reichsbahn von 1930 keine Wagen dieses Typs mehr verzeichnet sind, ist davon auszugehen, dass sie bis zu diesem Termin ausgemustert waren.

## Konstruktive Merkmale

### Untergestell
Der Rahmen der Wagen war bis auf die äußeren Längsträger komplett aus Holz aufgebaut. Als Zugeinrichtung hatten die Wagen Schraubenkupplungen nach VDEV. Die Zugstange war durchgehend und mittig gefedert. Als Stoßeinrichtung besaßen die Wagen in der Lieferversion Stangenpuffer der B.O.B.-Bauart mit einer Einbaulänge von 555 mm und 360 mm für die Pufferteller.

### Laufwerk
Die Wagen hatten aus Blechen und Winkeln genietete Achshalter der kurzen, geraden Bauform. Gelagert waren die Achsen in Gleitachslagern. Die Räder hatten Speichenradkörper des bayerischen Typs 23 mit einem Durchmesser von 1.024 mm. Die jeweils 1.764 Millimeter langen Tragfedern hatten je sieben Blätter mit einem Querschnitt von 96 × 13 Millimeter. Alle Wagen der Lieferversion waren ohne Bremseinrichtungen. Beginnend mit dem Verzeichnis von 1897 wird dann für alle Wagen der Einbau von Leitungen für durchgehende Druckluftbremsen nachgewiesen.

### Wagenkasten
Der Rahmen des Wagenkastens bestand aus einem hölzernen Ständerwerk. Die Wände waren außen mit Blechen und innen mit Holz verkleidet. Die Blechstöße waren mit Holzleisten verkleidet. Die Stirnwände waren gerade, die Seitenwände ab der Höhe der Griffstangen für die Laufbretter leicht nach unten eingezogen. Das flache Tonnendach ragte nur geringfügig über die Seitenwände hinaus. Das Halbcoupeè der ersten Klasse war als Betard-Coupeè ausgebildet.

### Ausstattung
Insgesamt hatten die Wagen 3 ½ Abteile. Das Halbabteil und ein weiteres Abteil waren mit dreisitzigen Polsterbänken der Ersten Klasse zugeordnet. Die beiden übrigen Abteile hatten viersitzige, gepolsterte Sofas für die Zweite Klasse.
Beleuchtet wurden die Wagen in der Lieferversion mit Öl-Lampen. Ab dem Verzeichnis von 1897 wird für alle Wagen (siehe untenstehende Auflistung) eine Gasbeleuchtung nachgewiesen. Der für das Leuchtgas benötigte Gasbehälter von 520 Liter war in Längsrichtung mittig unter dem Untergestell aufgehängt. Ebenfalls ab dem Verzeichnis von 1897 ist für alle Wagen eine Dampfheizung eingetragen. Zur Belüftung gab es Lamellenlüfter über den Abteiltüren. Das Halbabteil hatte auch an der Stirnseite Fenster.

## Skizzen, Musterblätter, Fotos

Ansicht zu Blatt 3 aus B.O.B. WV von 1872
Ansicht zu Blatt 15 aus B.O.B. WV von 1875
Ansicht zu Blatt 24 aus Bayer. WV von 1879
Ansicht zu Blatt 33 aus Bayer. WV von 1891
Ansicht zu Blatt 41 aus Bayer. WV von 1897

## Wagennummern
| Blatt-Nr. Herstelld.         | Blatt-Nr. Herstelld.         | Blatt-Nr. Herstelld.         | Gattungszeichen je Epoche Wagennummern je Epoche (mit Direktionsangaben) | Gattungszeichen je Epoche Wagennummern je Epoche (mit Direktionsangaben) | Gattungszeichen je Epoche Wagennummern je Epoche (mit Direktionsangaben) | Gattungszeichen je Epoche Wagennummern je Epoche (mit Direktionsangaben) | Gattungszeichen je Epoche Wagennummern je Epoche (mit Direktionsangaben) | Gattungszeichen je Epoche Wagennummern je Epoche (mit Direktionsangaben) | Gattungszeichen je Epoche Wagennummern je Epoche (mit Direktionsangaben) | Gattungszeichen je Epoche Wagennummern je Epoche (mit Direktionsangaben) | Gattungszeichen je Epoche Wagennummern je Epoche (mit Direktionsangaben) | Fahrwerk / Ausstattung / Zusatzinfos (siehe jeweilige Legende) | Fahrwerk / Ausstattung / Zusatzinfos (siehe jeweilige Legende) | Fahrwerk / Ausstattung / Zusatzinfos (siehe jeweilige Legende) | Fahrwerk / Ausstattung / Zusatzinfos (siehe jeweilige Legende) | Fahrwerk / Ausstattung / Zusatzinfos (siehe jeweilige Legende) | Fahrwerk / Ausstattung / Zusatzinfos (siehe jeweilige Legende) | Fahrwerk / Ausstattung / Zusatzinfos (siehe jeweilige Legende) | Fahrwerk / Ausstattung / Zusatzinfos (siehe jeweilige Legende) | Fahrwerk / Ausstattung / Zusatzinfos (siehe jeweilige Legende) | Fahrwerk / Ausstattung / Zusatzinfos (siehe jeweilige Legende) | Fahrwerk / Ausstattung / Zusatzinfos (siehe jeweilige Legende) |
| Bau- jahr                    | Her- steller                 | Anz.                         | B.O.B. bis 1872                                                          | B.O.B. ab 1872                                                           | KBE ab 1876                                                              | KBE ab 1884                                                              | KBE ab 1893                                                              | KBE ab 1894                                                              | KBE ab 1907                                                              | DR (ab 1923)                                                             | Ausge- mustert                                                           | Anz. Ach- sen                                                  | Brem- sen                                                      | Bl.                                                            | Hz.                                                            | Art u. Anz. Abteile (Sitze)                                    | Art u. Anz. Abteile (Sitze)                                    | Art u. Anz. Abteile (Sitze)                                    | Art u. Anz. Abteile (Sitze)                                    | Mil.                                                           | Mil.                                                           | Bemer- kung                                                    |
| Blatt-Nr. aus WV von Gattung | Blatt-Nr. aus WV von Gattung | Blatt-Nr. aus WV von Gattung | 3 1872 A.B.                                                              | 15 1875 A.B.                                                             | 24 1879 P.I./II.                                                         | 33 1891 P.I./II.                                                         | Plan 1893 A.B.                                                           | 41 1897 A.B.                                                             | 96 1913 B.                                                               | B Bay 64                                                                 |                                                                          |                                                                |                                                                |                                                                |                                                                | A                                                              | 1.                                                             | 2.                                                             | 3.                                                             | O                                                              | M                                                              | Radstand für alle Wagen 4.370 Millimeter                       |
| ---------------------------- | ---------------------------- | ---------------------------- | ------------------------------------------------------------------------ | ------------------------------------------------------------------------ | ------------------------------------------------------------------------ | ------------------------------------------------------------------------ | ------------------------------------------------------------------------ | ------------------------------------------------------------------------ | ------------------------------------------------------------------------ | ------------------------------------------------------------------------ | ------------------------------------------------------------------------ | -------------------------------------------------------------- | -------------------------------------------------------------- | -------------------------------------------------------------- | -------------------------------------------------------------- | -------------------------------------------------------------- | -------------------------------------------------------------- | -------------------------------------------------------------- | -------------------------------------------------------------- | -------------------------------------------------------------- | -------------------------------------------------------------- | -------------------------------------------------------------- |
| 1864                         | Klett                        | 5                            | 31                                                                       | 51                                                                       | 17 790                                                                   | 17 790                                                                   | 418                                                                      | 418                                                                      |                                                                          |                                                                          | <1913                                                                    | 2                                                              | (Ll)                                                           | Öl (G)                                                         | (D)                                                            |                                                                | 1 ½ (9)                                                        | 2 (16)                                                         |                                                                | 25                                                             |                                                                |                                                                |
| 1864                         | Klett                        | 5                            | 32                                                                       | 52                                                                       | 17 791                                                                   | 17 791                                                                   | 419                                                                      | 419                                                                      | 419                                                                      |                                                                          | <1920                                                                    | 2                                                              | (Ll)                                                           | Öl (G)                                                         | (D)                                                            |                                                                | 1 ½ (9)                                                        | 2 (16)                                                         |                                                                | 25                                                             |                                                                |                                                                |
| 1864                         | Klett                        | 5                            | 33                                                                       | 53                                                                       | 17 792                                                                   | 17 792                                                                   | 420                                                                      | 420                                                                      | 420                                                                      |                                                                          | <1920                                                                    | 2                                                              | (Ll)                                                           | Öl (G)                                                         | (D)                                                            |                                                                | 1 ½ (9)                                                        | 2 (16)                                                         |                                                                | 25                                                             |                                                                |                                                                |
| 1864                         | Klett                        | 5                            | 34                                                                       | 54                                                                       | 17 793                                                                   | 17 793                                                                   | 421                                                                      | 421                                                                      | 421                                                                      |                                                                          | <1920                                                                    | 2                                                              | (Ll)                                                           | Öl (G)                                                         | (D)                                                            |                                                                | 1 ½ (9)                                                        | 2 (16)                                                         |                                                                | 25                                                             |                                                                |                                                                |
| 1864                         | Klett                        | 5                            | 35                                                                       | 55                                                                       | 17 794                                                                   | 17 794                                                                   | 422                                                                      | 422                                                                      | 422                                                                      |                                                                          | <1920                                                                    | 2                                                              | (Ll)                                                           | Öl (G)                                                         | (D)                                                            |                                                                | 1 ½ (9)                                                        | 2 (16)                                                         |                                                                | 25                                                             |                                                                |                                                                |
| 1864                         | Klett                        | 5                            | 36                                                                       | 56                                                                       | 17 795                                                                   | 17 795                                                                   | 423                                                                      | 423                                                                      | 423                                                                      |                                                                          | <1920                                                                    | 2                                                              | (Ll)                                                           | Öl (G)                                                         | (D)                                                            |                                                                | 1 ½ (9)                                                        | 2 (16)                                                         |                                                                | 25                                                             |                                                                |                                                                |
| 1865                         | Klett                        | 7                            | 37                                                                       | 57                                                                       | 17 796                                                                   | 17 796                                                                   | 424                                                                      |                                                                          |                                                                          |                                                                          | <1913                                                                    | 2                                                              | (Ll)                                                           | Öl (G)                                                         | (D)                                                            |                                                                | 1 ½ (9)                                                        | 2 (16)                                                         |                                                                | 25                                                             |                                                                |                                                                |
| 1865                         | Klett                        | 7                            | 39                                                                       | 59                                                                       | 17 798                                                                   | 17 798                                                                   | 426                                                                      |                                                                          |                                                                          |                                                                          | <1897                                                                    | 2                                                              | (Ll)                                                           | Öl (G)                                                         | (D)                                                            |                                                                | 1 ½ (9)                                                        | 2 (16)                                                         |                                                                | 25                                                             |                                                                |                                                                |
| 1865                         | Klett                        | 7                            | 40                                                                       | 60                                                                       | 17 799                                                                   | 17 799                                                                   | 427                                                                      | 427                                                                      | 427                                                                      |                                                                          | <1920                                                                    | 2                                                              | (Ll)                                                           | Öl (G)                                                         | (D)                                                            |                                                                | 1 ½ (9)                                                        | 2 (16)                                                         |                                                                | 25                                                             |                                                                |                                                                |
| 1865                         | Klett                        | 7                            | 41                                                                       | 61                                                                       | 17 800                                                                   | 17 800                                                                   | 428                                                                      | 428                                                                      | 428                                                                      |                                                                          | <1920                                                                    | 2                                                              | (Ll)                                                           | Öl (G)                                                         | (D)                                                            |                                                                | 1 ½ (9)                                                        | 2 (16)                                                         |                                                                | 25                                                             |                                                                |                                                                |
| 1865                         | Klett                        | 7                            | 42                                                                       | 62                                                                       | 17 801                                                                   | 17 801                                                                   | 429                                                                      | 429                                                                      | 429                                                                      |                                                                          | <1920                                                                    | 2                                                              | (Ll)                                                           | Öl (G)                                                         | (D)                                                            |                                                                | 1 ½ (9)                                                        | 2 (16)                                                         |                                                                | 25                                                             |                                                                |                                                                |
| 1865                         | Klett                        | 7                            | 43                                                                       | 63                                                                       | 17 802                                                                   | 17 802                                                                   | 430                                                                      | 430                                                                      |                                                                          |                                                                          | <1913                                                                    | 2                                                              | (Ll)                                                           | Öl (G)                                                         | (D)                                                            |                                                                | 1 ½ (9)                                                        | 2 (16)                                                         |                                                                | 25                                                             |                                                                |                                                                |
| 1865                         | Klett                        | 7                            | 44                                                                       | 64                                                                       | 17 803                                                                   | 17 803                                                                   | 431                                                                      | 431                                                                      | 431                                                                      |                                                                          | <1920                                                                    | 2                                                              | (Ll)                                                           | Öl (G)                                                         | (D)                                                            |                                                                | 1 ½ (9)                                                        | 2 (16)                                                         |                                                                | 25                                                             |                                                                |                                                                |
| Blatt-Nr. aus WV von Gattung | Blatt-Nr. aus WV von Gattung | Blatt-Nr. aus WV von Gattung | 3 1872 A.B.                                                              | 15 1875 A.B.                                                             | 24 1879 P.I./II.                                                         | 33 1891 P.I./II.                                                         | Plan 1893 A.B.                                                           | 41 1897 A.B.                                                             | 48 1913 AB.                                                              | AB Bay 64                                                                |                                                                          |                                                                |                                                                |                                                                |                                                                | A                                                              | 1.                                                             | 2.                                                             | 3.                                                             | O                                                              | M                                                              | Radstand für alle Wagen 4.370 Millimeter                       |
| 1865                         | Klett                        | 2                            | 38                                                                       | 58                                                                       | 17 797                                                                   | 17 797                                                                   | 425                                                                      | 425                                                                      | 425                                                                      |                                                                          | <1920                                                                    | 2                                                              | (Ll)                                                           | Öl (G)                                                         | (D)                                                            |                                                                | 1 ½ (9)                                                        | 2 (16)                                                         |                                                                | 25                                                             |                                                                |                                                                |
| 1865                         | Klett                        | 2                            | 45                                                                       | 65                                                                       | 17 804                                                                   | 17 804                                                                   | 432                                                                      | 432                                                                      | 432                                                                      |                                                                          | <1920                                                                    | 2                                                              | (Ll)                                                           | Öl (G)                                                         | (D)                                                            |                                                                | 1 ½ (9)                                                        | 2 (16)                                                         |                                                                | 25                                                             |                                                                |                                                                |